# Estátua viva

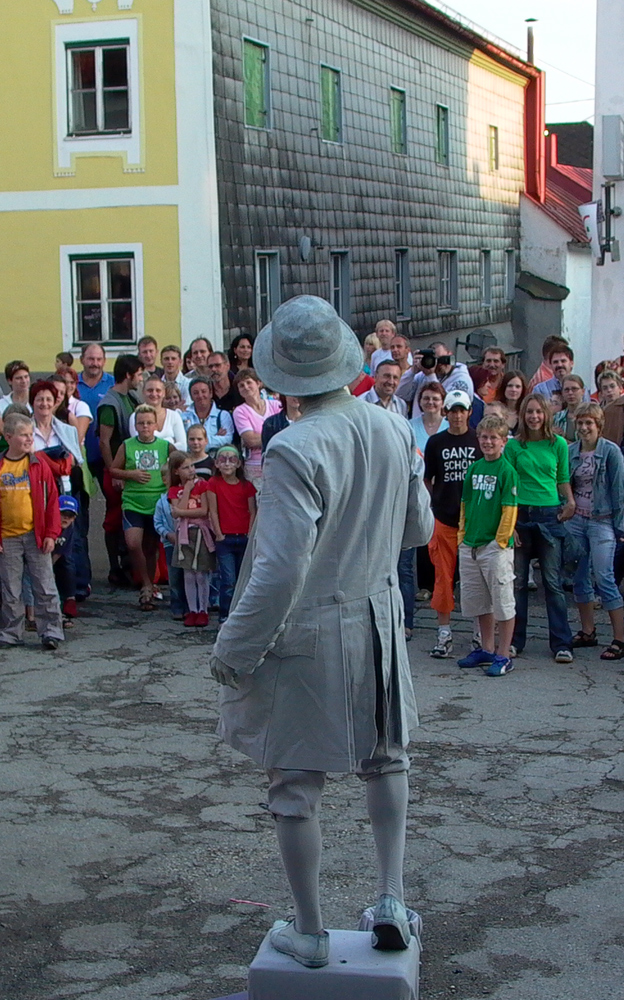
Performance de uma estátua viva.

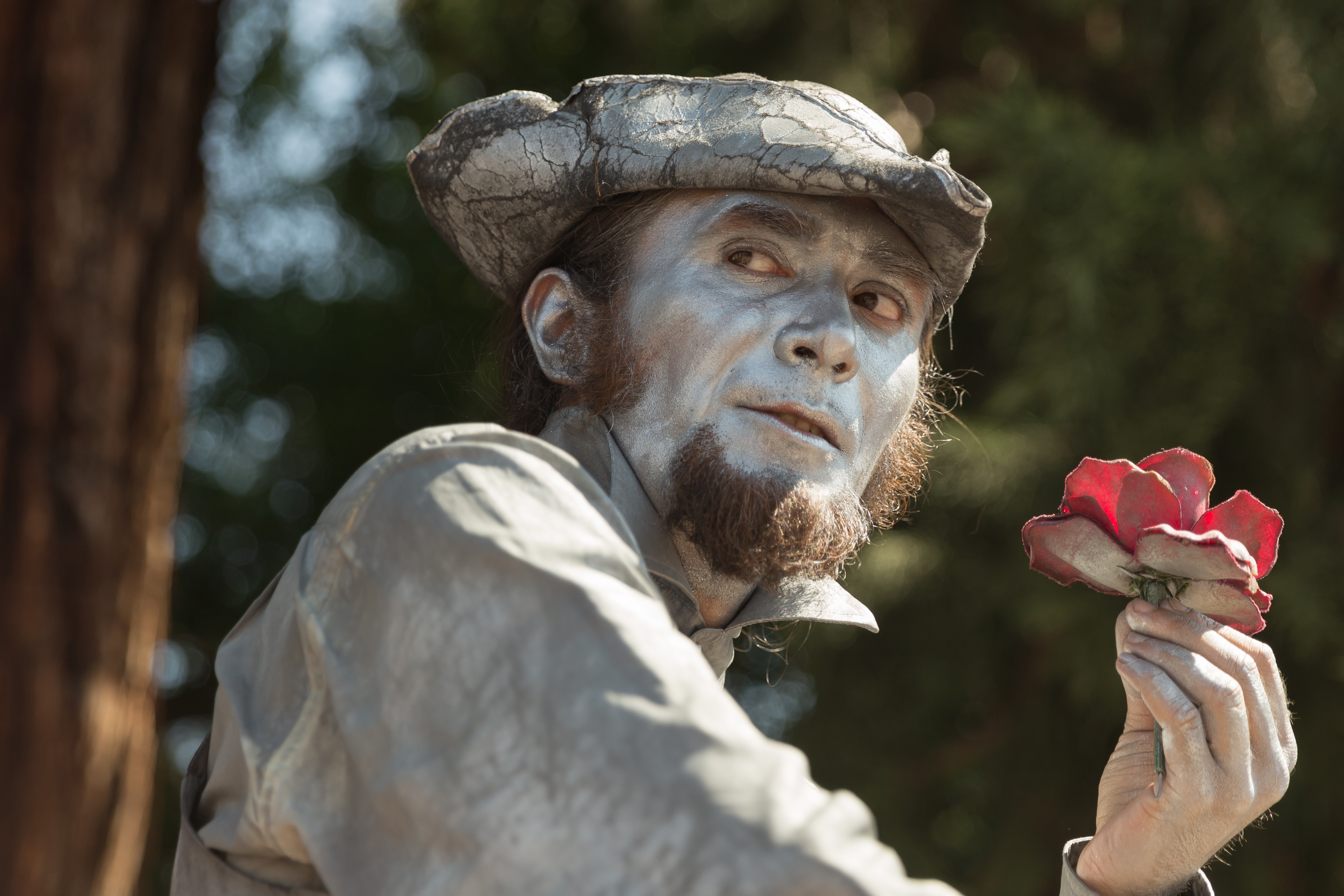
Estátua viva em Annecy, França.

Estátua viva ou estátua humana é uma performance artística em locais públicos de um artista de rua, imitando uma estátua com movimentos estáticos. Pausas sem movimento, controle sobre o corpo e técnicas e mímicas podem prender a atenção dos espectadores.
Os primeiros relatos de estátua viva chegam-nos do antigo teatro grego, onde em determinadas situações os actores faziam poses imitativas de estátuas. Na renascença apareceram representações de grupos em imobilidade querendo mostrar quadros vivos. No final do século XIX, as esposas dos artistas de circo costumavam receber o público também com recriações de esculturas ou pinturas famosas. Nos anos 20 aparecem relatos na dança da quietude física enquanto arte (Olga Desmond) e nos anos 60, Gilbert and George utilizam também as técnicas da estátua viva nas suas performances. Em 1987, António Santos aka Staticman começa as suas criações de estátuas vivas na rua (Rambla, Barcelona) e em 1988 bate o record guinness de imobilidade (15h, 2min, 55 seg), com as suas apresentações pela Europa vai ganhando seguidores e hoje as estátuas vivas são presença em muitas das ruas das cidades deste nosso  mundo.